# 穴吹町口山
穴吹町口山（あなぶきちょうくちやま）は、徳島県美馬市の大字。2010年10月1日現在の人口は1,432人、世帯数は554世帯。郵便番号は〒777-0006。
大部分はかつての口山村だった。中世の頃、口山は「穴吹山」と言われていた。藩政時代からは口山と呼称されるようになった。

## 地理
美馬市の中心部に位置。東は吉野川市、西は美馬郡つるぎ町、南は穴吹町古宮といずれも山地を挟んで境する。中央部を北流する穴吹川が深い谷をつくり、平地は乏しい。数少ない平野部の宮内地区はかつての口山村の中心部であり、北の下流からは高瀬舟が通い、東西南の上流部からは農林産物が運ばれてくるなど、物資の集積地であった。
大部分が山林で、農耕地は谷沿いの小平野と山地斜面に広がるが、水田面積は15%弱にすぎない。

### 山岳
- 三ツ頭山
- 高丸
- 奥野々山
- 友内山

### 河川
- 穴吹川
- 大内谷川

### 小字
| - 馬内 - 大内 - 尾山 - 鍵掛 - 梶山 - 首野 | - 左手 - 猿飼 - 仕出原 - 支納 - 田方 - 知野 | - 調子野 - 葛籠 - 中野宮 - 中野 - 西谷 - 西山 | - 初草 - 平野 - 渕名 - 丸山 - 宮内 |  |

## 歴史
- 2005年（平成17年）3月1日 - 美馬郡穴吹町が木屋平村・美馬町・脇町と合併して美馬市となり、現在の町名となる。

## 施設

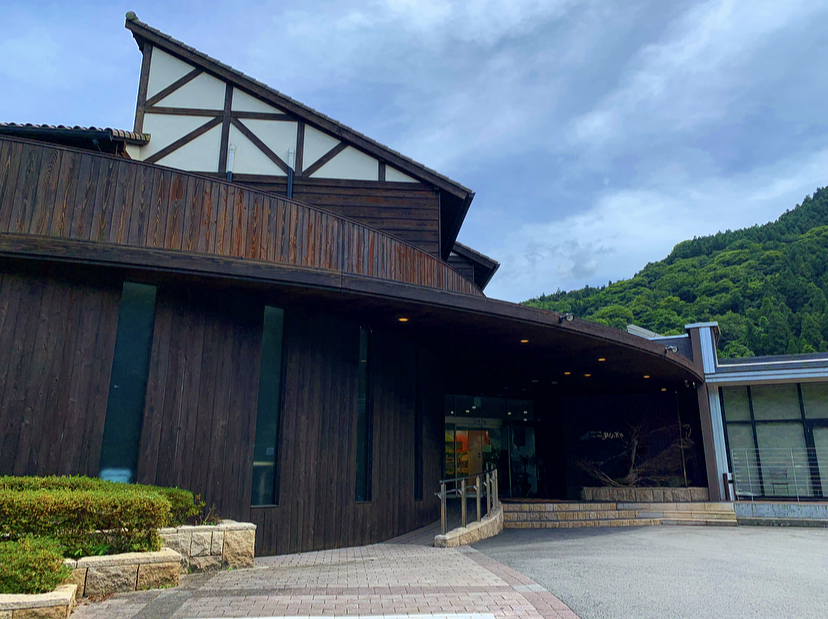
ブルーヴィラあなぶき

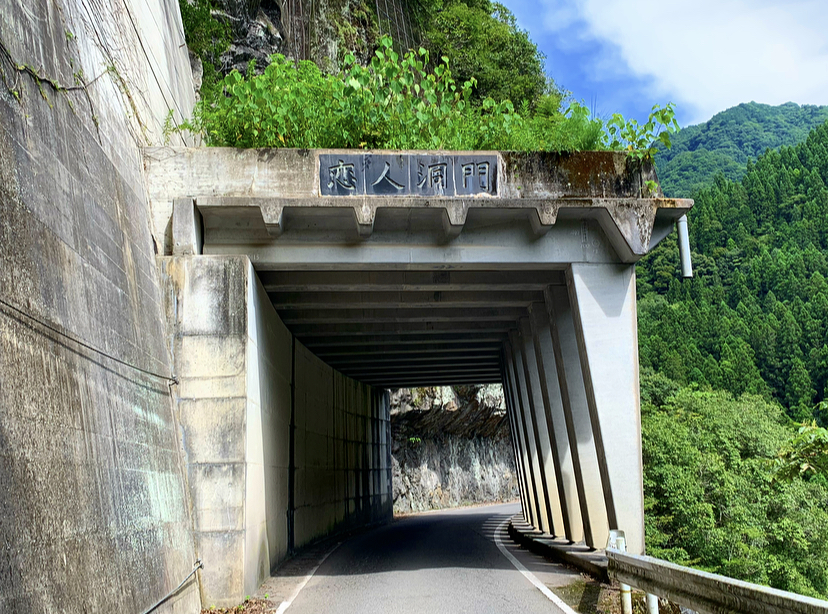
恋人峠

- 白人神社
- 磐境神明神社 - 白人神社の奥宮。
- 御崎神社（中白人神社）
- 十二所神社
- 剣峡
- 閑定の滝
- 恋人峠
- ブルーヴィラあなぶき
- 美馬市立宮内小学校

かつて存在した施設
- 美馬市立口山中学校
- 美馬市立初草小学校

## 交通

### 道路
国道
- 国道492号

都道府県道
- 徳島県道254号田方穴吹線
- 徳島県道255号端山調子野線